# The Old Woman with the Knife
Pour plus de détails, voir Fiche technique et Distribution.
The Old Woman with the Knife (hangeul : 파과 ; RR : pagwa ; litt. « fruit écrasé ») est un film sud-coréen réalisé par Min Gyoo-dong et sorti en 2025.
Il s'agit de l'adaptation du roman La Vieille Dame au couteau (파과, 2013) de l'auteure sud-coréenne Gu Byeong-mo.
Il est sélectionné hors compétition dans la section « Berlinale Special » de la Berlinale 2025.

## Synopsis
Jang-gak est une vieille dame de soixantaine d'années, une tueuse en série. Les ennuis commencent lorsqu'elle rencontre un homme et qu'elle meurt d'envie de l'exterminer.

## Fiche technique
Sauf indication contraire ou complémentaire, les informations mentionnées dans cette section peuvent être confirmées par la base de données KMDb
- Titre original : 파과
- Titre international : The Old Woman with the Knife
- Réalisation : Min Gyoo-dong
- Scénario : Kim Dong-wan et Min Gyoo-dong, d'après le roman La Vieille Dame au couteau de Gu Byeong-mo[2]
- Musique : Kim Jun-seong
- Décors : Bae Jung-yoon
- Photographie : Lee Jae-woo[4]
- Son : Gong Tae-won
- Montage : Jung Ji-eun
- Production : Min Jin-soo[5]
- Société de production : Soo Film[5]
- Société de distribution : Next Entertainment World
- Pays de production :  Corée du Sud
- Langue originale : coréen
- Format : couleur
- Genre : action, drame, énigme, horreur, policier, thriller
- Durée : 131 minutes
- Dates de sortie :
  - Allemagne : 16 février 2025 (Berlinale)[6]
  - Belgique : 15 avril 2025 (Festival international du film fantastique de Bruxelles)[7]
  - Corée du Sud : 30 avril 2025

## Distribution
- Lee Hye-young : Jang-gak[8]
  - Shin Si-ah (en) : Jang-gak, jeune[9]
- Kim Sung-cheol (en)[10] : Tuu[11]
- Kim Mu-yeol (en) : Ryoo, professeur de Jang-gak[9]
- Yeon Woo-jin[11] : le professeur Kang[4],[12]

## Production

### Genèse et développement
Le film est adapté du roman La Vieille Dame au couteau (파과, 2013) de l'auteure sud-coréenne Gu Byeong-mo dépeignant une tueuse en série dans la soixantaine. Dans un entretien, le réalisateur, Min Gyoo-dong, avoue avoir été impressionné par ce « roman très violent » renfermant « des complexités de l’existence humaine, les dilemmes moraux et les explosions intérieures » et avoir travaillé pour la première fois avec Lee Jae-woo, directeur de la photographie.
Il est produit par Min Jin-soo pour la société Soo Film

### Attribution des rôles
Mi-septembre 2023, Byun Yo-han retrouve le réalisateur, après le film Will You Be There? (당신, 거기 있어줄래요, 2016), dont Min Gyoo-dong est producteur. Mi-février 2024, cet acteur, ayant abandonné le projet, est remplacé par Kim Sung-cheol dans le rôle principal. Mi-juin 2024, Lee Hye-young est annoncée dans le rôle principal, incarnant une tueuse en série. Mi-août, Kim Mu-yeol et Shin Si-ah sont révélés dans les rôles principaux, Ryoo et la jeune Jang-gak qui, cette dernière, a « fait de [s]on mieux pour ajouter de la profondeur au personnage. ».
Mi-janvier 2025, lors de l'annonce du film sélectionné à la Berlinale, Yeon Woo-jin est mentionné parmi les acteurs.

### Tournage
Le tournage prend fin en août 2024,. Il a lieu en Chungcheong du Sud.

## Accueil

### Festivals et sortie

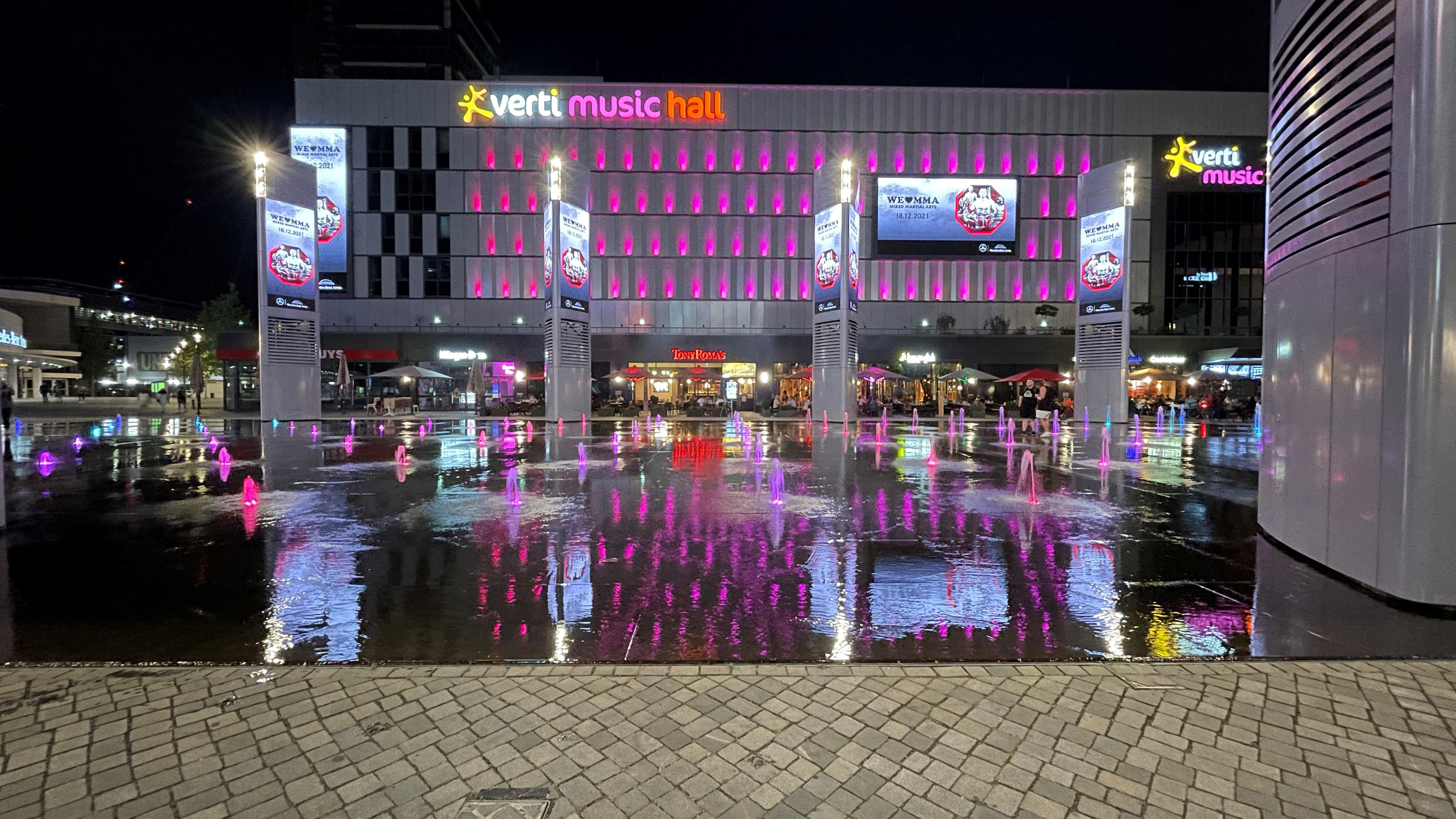
La Uber Eats Music Hall, anciennement appelée Verti Music Hall.

Le 16 janvier 2025, The Old Woman with the Knife est sélectionné en avant-première mondiale, hors compétition, dans la section « Berlinale Special » de la Berlinale,,,. Il y projette dans la soirée du 16 février 2025, à la Uber Eats Music Hall.
Le 19 mars 2025, Next Entertainment World annonce la date de sortie : le 1er mai prochain, en Corée du Sud, révélant les deux premières affiches et la première bande-annonce. Le 1er avril suivant, il déclare le faire sortir un jour plus tôt, le 30 avril, étant la journée de la culture.
Il est également projeté dans la soirée du 15 avril 2025 au Festival international du film fantastique de Bruxelles, en compétition officielle pour le Corbeau noir.

### Box-office
Au premier jour de sa sortie en Corée du Sud, The Old Woman with the Knife se classe à la quatrième place du box-office « Premier jour » avec 33 390 spectateurs.

## Distinctions

### Sélection
- Berlinale 2025 : section « Berlinale Special »[11],[16],[17]
- Festival international du film fantastique de Bruxelles 2025 : compétition officielle pour le Corbeau noir[7]